# Calyptomyrmex rennefer
Calyptomyrmex rennefer é uma espécie de formiga do gênero Calyptomyrmex, pertencente à subfamília Myrmicinae.